# Stepan di Rjazan'
Stepan di Rjazan (fl. XVII secolo) è stato un pittore russo.
Originario di Rjazan', tra il 1652 e il 1666 dipinse degli affreschi nella cattedrale dell'Arcangelo San Michele a Mosca.